# 김영선 (프로듀서)
김영선(1974년 ~ )은 대한민국 KBS의 프로듀서이다.

## 학력
- 1992년 연세대학교 신문방송학과
- 순천여자고등학교

## 경력
- 1997년 KBS 공채 24기 PD 입사

## 주요 연출작
- 1999년 KBS 2TV 서세원쇼 - 책임프로듀서
- 1999년 KBS 2TV 뉴스투데이 - 출동! 삼총사
- 1999년 KBS 2TV 뉴스투데이 - PD와 기자가 함께 만든 8시뉴스(1999~2000)
- 2002년 KBS 2TV 일일시트콤 동물원 사람들 - 책임프로듀서
- 2004년 KBS 1TV KBS 일요스페셜
- 2005년 ~ 2006년 KBS 1TV HD 역사스페셜 - 연출
- 2006년 KBS 2TV 생방송 시사투나잇  - 출연
- 2007년 ~ 2008년 KBS 1TV 단박 인터뷰 - 진행
- 2008년 ~ 2009년 KBS 1TV 역사추적 - 연출
- 2008년 ~ 2009년 KBS 1TV 추적 60분 - 진행
- 2008년 ~ 2009년 KBS 2TV 생방송 시사360 - 출연

## 수상 경력
- 2002년 KBS 프로듀서상 교양부문 작품상 (역사스페셜)